# Didier Conrad
Pour les articles homonymes, voir Conrad.
 (septembre 2019).
Didier Conrad, dit Conrad, né le 6 mai 1959 à Marseille, est un dessinateur et scénariste de bande dessinée français. Avec Yann le Pennetier, dit Yann, il est le créateur des séries Les Innommables et Bob Marone, publiées par le Journal de Spirou au début des années 1980.
À partir des années 1990, Conrad se diversifie, avec la publication des séries Donito (Dupuis, 1990-1996), Cotton Kid (Vents d'Ouest, 1996-2002) et Raj (Dargaud, 2007-2011).
Depuis 1994, il reprend des classiques de la bande dessinée franco-belge. Il dessine la jeunesse de Lucky Luke avec Kid Lucky (deux tomes en 1994 et 1997), puis Marsu Kids (deux tomes en 2011 et 2013).
En 2013, il devient le dessinateur officiel de la série Astérix, succédant à Albert Uderzo sur des scénarios de Jean-Yves Ferri et Fabcaro.

## Biographie

### Débuts
Didier Conrad naît à Marseille le 6 mai 1959 de parents d'origine suisse. Très jeune, il se passionne pour la bande dessinée ; à l'âge de 14 ans, il envoie une de ses planches au Journal de Spirou, qui la publie dans la rubrique Carte Blanche du n°1865. Cinq ans plus tard, en 1978, Conrad publie sa première bande dessinée dans Spirou : Jason, sur un scénario de Mythic.
En 1976, il rencontre Yann, un autre jeune auteur marseillais. Ils se lient d'amitié et Conrad commence à travailler avec lui. Leur projet commun est refusé par le magazine Fluide glacial. Ils proposent alors leur travail au Journal de Spirou, qui accepte leurs services.

### Progression chezSpirou(1979-1983)
Le tandem Yann et Conrad publie sa première histoire en 1979. Sawfee : La Saga du pendu paraît dans le no 2143 du Journal de Spirou.
Le nouveau rédacteur en chef, Alain De Kuyssche, propose au duo l'animation du journal. Après huit mois de production de Hauts de page, l'éditeur Charles Dupuis s'offusque d'une telle liberté de ton dans un périodique pour la jeunesse et met un coup d'arrêt à l'expérience.
Vers la fin des années 1970, Buck Danny ne paraît plus dans Spirou, Yann et Conrad proposent un nouveau personnage qui évolue dans le même cadre, un aviateur du nom de Chuck Willys. Le rédacteur en chef est convaincu : le premier épisode de Chuck Willys, Matricule triple zéro, est publié en 1980. Y apparaissent trois personnages tire-au-flanc, que Mythic qualifie "d'innommables" ; Yann et Conrad reprendront le terme pour Les Innommables.
Conrad met en place la première mouture du scénario de cet épisode. Il devait être dessiné par Yann. Yann peinant avec le dessin, il trouve de l’aide auprès de Conrad. Yann trouvant que cela manque de gags, retravaille l'histoire. Conrad fait le crayonné, Yann l'encre, puis Conrad retouche l'encrage. Au cours des épisodes suivants, Shukumeï, Cloaques et Aventure en jaune, les tâches se redéfinissent peu à peu. Finalement, le scénario devient le travail de Yann, avec de nombreuses interventions de Conrad. Yann propose ensuite un découpage et Conrad s'occupe du dessin.
Le deuxième épisode, Shukumeï, est publié dans son intégralité. Charles Dupuis l'apprécie. Il n'aime pas le suivant, Cloaques, qui reflète l'état d'esprit de Conrad à l'époque : il désacralise ses personnages et prévoit même, au bout du futur quatrième et dernier épisode, de tuer Mac dans une histoire qui devait se situer au Katanga.
Cloaques est refusé : Jean Dupuis n'apprécie pas la scène de bagarre entre deux femmes aux seins nus, et demande qu’elle soit modifiée. Les deux auteurs proposent alors une nouvelle histoire : Aventure en jaune, s'étalant sur 60 planches ; on le leur refuse dans un premier temps, prétextant qu'il n'est plus possible de publier des albums au-delà de 46 planches. On finit par leur accorder la permission d'étaler l'épisode sur 60 pages. 
Au cours de leur passage dans le Journal de Spirou, Yann et Conrad participent également à la réalisation de quelques épisodes des Belles histoires de l'oncle Paul. Ils font également un essai pour la reprise de Spirou et Fantasio, à la suite de l'abandon de Fournier. Le contrat proposé étant trop contraignant, ils refusent le projet.

### Fin du duo avec Yann et carrière en solo (1983-1994)
Yann et Conrad collaborent ensuite avec Circus, un magazine des éditions Glénat.
L'éditeur leur propose de rééditer l'exploit des Hauts de pages, le duo refuse. Ils proposent de reprendre la parodie de Bob Morane dont ils avaient déjà publié deux courtes histoires en 1981 dans Spirou. Le premier épisode de Bob Marone, intitulé Le Dinosaure blanc, démarre en octobre 1983. Le second épisode, L'Affrontement, démarre un an plus tard, et marque la fin de la collaboration du duo.
Après la séparation, Conrad devient moins productif. Il crée des histoires d'aventures en collaboration avec Lucie. Elle les signe de son vrai nom, Sophie Commenge.
L'Avatar, premier épisode des aventures d'Ernest Poild'u, est publié directement en album en 1985 chez Bédéfil.
Pendant cinq ans, Didier Conrad ne produit plus de nouveautés. Ses seules apparitions dans les rayons de bande dessinée sont la réédition en 1986 par Bédéscope d'Aventure en jaune, et la première édition de Shukumeï l'année suivante. Au dos de ces albums, sont annoncés Cloaques et un quatrième épisode nommé simplement Les Innommables. Ils ne verront jamais le jour chez cet éditeur.
En 1990, Conrad revient chez Dupuis. La maison d'édition a évolué et propose une collection davantage destinée à un public adulte : Aire libre. Conrad publie dans cette collection le diptyque Le Piège malais, qui met en scène le personnage de L'Avatar, Ernest Poild'u, dans une histoire similaire. La même année est publié par l'auteur, en tirage limité, Tatum : La Machine écarlate, scénarisé par Sophie Commenge. Dans ces deux nouvelles œuvres, le trait de Conrad a changé. 
Conrad propose une nouvelle série régulière, Donito, les aventures d'un petit garçon qui parle aux animaux, situées dans les Caraïbes. 
En 1996, il travaille avec le studio DreamWorks pour le film La Route d'Eldorado. Il s'installe aux États-Unis, et mène deux projets de front : le retour des Innommables, sous son vrai nom, et Kid Lucky, puis Cotton Kid, dissimulé avec Yann sous le pseudonyme commun de Pearce.

### Pearce (1994-2002)
En 1994, un nouvel auteur, au graphisme très proche de celui de Conrad, fait son apparition. Pearce dessine Kid Lucky ou les aventures du jeune Lucky Luke, avec un scénario de Jean Léturgie. Sous ce pseudonyme, se cache le duo Yann et Conrad, tous deux aux dessins et aux scénarios. Morris leur laisse carte blanche pour ce spin-off de Lucky Luke.
Le second album, sorti discrètement en 1997, intitulé Oklahoma Jim, est le dernier : Morris remercie le trio. Le projet est abandonné.
Jean Léturgie et Pearce recyclent leurs idées non-exploitées dans d'autres tomes d'une nouvelle série assez proche, Cotton Kid. Le premier épisode, prépublié dans Bodoï, paraît en album chez Vents d'Ouest en 1999.
La série est alimentée jusqu'en 2002 et se compose de cinq albums.

### Retour desInnommables(1994-2005)
En 1994, apparaît dans les librairies un album inédit des Innommables, Le Crâne du Père Zé, publié par Dargaud. Ce premier album sort sous trois couvertures différentes ; au dos de cet album et sont annoncés deux autres épisodes inédits. L'histoire est la suite d’Aventure en jaune. Le marketing est le même que pour une autre série écrite par Yann pour Philippe Berthet, Pin-Up.
Yann et Conrad sont de retour en même temps que Les Innommables. Le deuxième épisode, Ching Soao, sort l'année suivante, et propose un supplément : la liste des tarifs du Lotus Pourpre, la maison de passe dans laquelle évoluent Mac et ses deux acolytes. Les albums suivants sortent régulièrement avec des suppléments pour les premières éditions. Après quatre épisodes, Aventure en jaune est réédité. Son supplément est la première édition de Matricule Triple Zéro. La série est une première fois réorganisée. Cloaques est réadapté sur deux tomes.
De nouveaux épisodes voient le jour. La série est renumérotée plusieurs fois jusqu'à la réédition de Shukumeï, qui impose une dernière numérotation en 2002.
À partir de 2003, le duo Yann-Conrad scénarise de nouveaux épisodes de Bob Marone dans Fluide glacial. Leur intention au départ était de proposer plusieurs dessinateurs pour la reprise de leur série : sur leur liste figurent Hardy, Verron ou encore Tarrin, qui propose un projet refusé par Fluide glacial. C'est finalement Yoann, sous le pseudo de Janus, qui est choisi pour le dessin. Sept histoires de 5 à 7 planches sont publiées de 2003 à 2005, regroupées en 2013 dans un album édité par Dargaud.
Entre 2002 et 2004, est publié le troisième et dernier cycle des Innommables. L'action se déroule aux États-Unis. Trois tomes composent cette conclusion américaine, débutant avec le numéro 10, À l'est de Roswell.
À la fin de ce dernier cycle, Conrad et Yann proposent une nouvelle histoire, qui met en scène uniquement Alix Yin Fu, l'Asiatique dont Mac tombe amoureux dans les Innommables. L'éditeur leur propose, plutôt que d'intégrer cet album à la série, d'en faire une série dérivée.

### Duo avec Wilbur (2005-2013)
Pendant cette période, naît la série de bandes dessinées Tigresse Blanche. Dans le premier épisode édité par Dargaud en 2005, on retrouve de nombreuses références à l'épisode Shukumeï des Innommables.
Yann quitte le poste de scénariste après le second épisode ; il est remplacé par Wilbur, alias Sophie Commenge, qui reprend le scénario pour les quatre albums suivants.
En 2007, en collaboration avec Wilbur, Conrad publie une nouvelle série chez Dargaud, Raj, qui raconte les débuts du colonialisme britannique en Inde, un cadre exploité dans L'Avatar, puis dans le diptyque Le Piège malais.
Toujours avec Wilbur, il accepte une commande : développer une série dérivée de celle créée par André Franquin, Marsupilami. La série de Conrad et Wilbur, intitulée Marsu Kids, adopte un canevas original : chaque tome racontera la vie d'un des petits Marsupilamis. Deux albums sont publiés par Marsu Productions entre 2011 et 2013, et un troisième est annoncé.

### Reprise d’Astérix(depuis 2013)

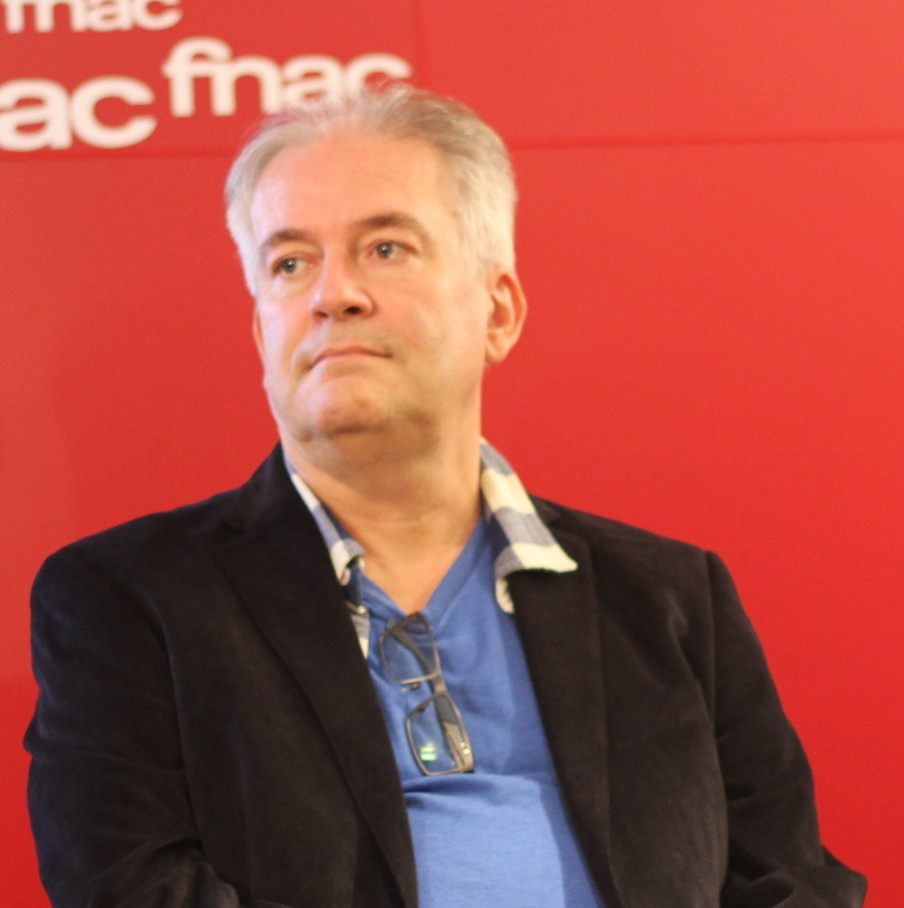
L’auteur, pour la promotion de Astérix chez les Pictes, en octobre 2013.

En 2013, Albert Uderzo le choisit pour le remplacer comme dessinateur d'Astérix, série créée par René Goscinny et Albert Uderzo en 1959. Lors d'une interview, en 2019, Didier Conrad précise qu'Albert Uderzo, 91 ans, relit toujours et donne son avis sur le scénario avant la publication : « Il relit et nous fait part de ses remarques. » Jean-Yves Ferri le confirme : « Il voit tout, c'est vrai dans l'absolu, mais cela ne veut pas dire qu'il nous fait des remarques précises sur chaque point. Il est en confiance. »
Avec Jean-Yves Ferri au scénario, il réalise les tomes 35 à 39 : Astérix chez les Pictes (sorti le 24 octobre 2013), Le Papyrus de César (sorti le 22 octobre 2015), Astérix et la Transitalique (sorti le 19 octobre 2017), La Fille de Vercingétorix (sorti le 24 octobre 2019), et Astérix et le Griffon (sorti le 21 octobre 2021).
Avec pour la première fois Fabcaro au scénario, il réalise le 40e tome, L'Iris blanc, sorti le 26 octobre 2023. Le duo Fabcaro-Conrad continue avec le 41e album, Astérix en Lusitanie, dont la sortie est prévue pour octobre 2025.

## Prix
- 1981 :  Prix Saint-Michel de l'espoir pour Huit mois dans l'enfer des hauts de pages (avec Yann)
- 1994 : Alph-Art jeunesse au festival d'Angoulême pour Donito, t. 3